# Девети сазив Народне скупштине Републике Српске
Девети сазив Народне скупштине Републике Српске конституисан је 24. новембра 2014. године на основу резултата избора који су одржани 12. октобра. За предсједника Народне скупштине тада је изабран Недељко Чубриловић из ДНС-а. Потпредсједници су избрани 18. децембра 2014, и то Сенад Братић (СДА) из реда бошњачког народа и Ненад Стевандић (СДС) из редова највеће опозиционе странке, касније самостални посланик.
Након што је Стевандић напустио СДС, више пута од стране опозиције је тражена његова смјена са мјеста потпредсједника, те избор новог потпредсједника из редова опозиције. Коначан избор свих потпредсједника Народне скупштине је извршен 21. децембра 2015. када су изабрани Соња Караџић Јовичевић (СДС), из редова највеће опозиционе странке, Жељка Стојичић (СНСД), из реда хрватског народа, те Ненад Стевандић на приједлог клуба СДСК, а који је претходно истог дана поднио оставку на мјесто потпредсједника да би се омогућио избор из редова опозиције.
Генерални секретар је био Марко Аћић (ДНС).

## Расподјела мандата
| СНСД (29) СДС – ПУП – СРС РС (24) |  | ДНС – НС – СРС (8) ПДП (7) |  | Домовина (5) НДП (5) СП (5) |

Скупштинску већину од 44 посланика, код избора друге владе Жељке Цвијановић чинили су: Савез независних социјалдемократа, коалиција ДНС — НС — СРС, Социјалистичка партија, те два самостална посланика, Војин Митровић и Илија Стеванчевић. Почетком маја 2015. године скупштинску већину напустила је Странка Напредна Српска са своја два посланика.
Напомене: 
- СДС је формирала заједнички клуб посланика са СРС РС.

| Посланички клубови и групе                      | Број посланичких мандата | Број посланичких мандата | Број посланичких мандата |
| Посланички клубови и групе                      | Након избора             | Тренутно                 | Тренутно                 |
| ----------------------------------------------- | ------------------------ | ------------------------ | ------------------------ |
| СНСД Предсједник: Радован Вишковић              | 29                       | 29                       | Владајућа коалиција (46) |
| ДНС — НС — СРС Предсједник: Споменка Стевановић | 8                        | -                        | Владајућа коалиција (46) |
| ДНС Предсједник: Споменка Стевановић            | -                        | 5                        | Владајућа коалиција (46) |
| СП Предсједник: Добрила Дринић                  | 5                        | 5                        | Владајућа коалиција (46) |
| СДСК Предсједник: Дарко Бањац                   | -                        | 4                        | Владајућа коалиција (46) |
| Самостални посланик                             | -                        | 3                        | Владајућа коалиција (46) |
| СДС — ПУП — СРС РС                              | 24                       | -                        | Опозиција (37)           |
| СДС — СРС РС Предсједник: Вукота Говедарица     | -                        | 18                       | Опозиција (37)           |
| ПДП Предсједник: Бранислав Бореновић            | 7                        | 7                        | Опозиција (37)           |
| КД Предсједник: Михнет Окић                     | 5                        | 5                        | Опозиција (37)           |
| НДП Предсједник: Крсто Јандрић                  | 5                        | 4                        | Опозиција (37)           |
| Самостални посланик                             | -                        | 3                        | Опозиција (37)           |

## Народни посланици
За народне посланике изабрани су:
Савез независних социјалдемократа
| Презиме и име                                             |
| --------------------------------------------------------- |
| 1. (Амиџић Срђан) / Наташа Радуловић[3]                   |
| 2. (Аџић Зоран) / Драго Калабић[3]                        |
| 3. Бајић Вања                                             |
| 4. (Богданић Драган) / Лукић Јасна                        |
| 5. Видаковић Марко                                        |
| 6. Видић Бојан                                            |
| 7. Вишковић Радован                                       |
| 8. Вуковић Чедо                                           |
| 9. Вуковић Радован                                        |
| 10. Давидовић Драгољуб                                    |
| 11. Жунић Игор                                            |
| 12. (Јагодић Милорад) / Данијела Мрда[3]                  |
| 13. Јеринић Горан                                         |
| 14. Јовановић Светозар                                    |
| 15. Јунгић Весна                                          |
| 16. Келечевић Сњежана                                     |
| 17. Кузмић Ненад                                          |
| 18. Ловрић Милица                                         |
| 19. Максимовић Синиша                                     |
| 20. Марковић Обрен                                        |
| 21. Миловић Срђан                                         |
| 22. (Петровић Лука) / Вељко Марић[3]                      |
| 23. (Радојичић Игор) / Зорица Кузмановић Василић[3]       |
| 24. Савић Душица                                          |
| 25. Стојичић Жељка                                        |
| 26. (Тадић Драго) / Далибор Павић[3]                      |
| 27. Таминџија Илија                                       |
| 28. (Тегелтија Зоран) / (Ковач Милан) / Владо Глигорић[3] |
| 29. Тешановић Гордана                                     |
Коалиција СДС - ПУП - СРС РС
| Презиме и име                                  | Промјена статуса током мандата                                                                                        |
| ---------------------------------------------- | --- |
| 1. Бањац Дарко                                 | самостални посланик (2015. године)[4], Клуб СДСК (од 2015. године), и члан ДНС-а (од 2015. године).[5]                |
| 2. Берић Душан                                 | |
| 3. (Бјелица Милован) / Мотика Новак[3]         | |
| 4. (Божовић Маринко) / Сњежана Божић[3]        | |
| 5. Бутулија Бранко                             | |
| 6. Васић Драгомир                              | |
| 7. Гаврић Никола                               | |
| 8. Гламочак Недељко                            | |
| 9. Говедарица Вукота                           | |
| 10. Дуњић Славко                               | самостални посланик,[6] Клуб СДСК (од 2015. године), Изворна СДС (2015—2017. године)[7], члан УС (од 2017. године)[8] |
| 11. Илић Синиша (СРС РС)                       | |
| 12. (Јеринић Борис) / Жакула Симуна            | самостални посланик (од 2017. године)[9]                                                                              |
| 13. Јоксимовић Стево                           | |
| 14. Караџић Јовичевић Соња                     | |
| 15. Остојић Игор                               | |
| 16. Планинчевић Наде                           | |
| 17. Максимовић Златко                          | самостални посланик(од 2016. године)[10], члан Покрета успјешна Српска (од 2016. године).                             |
| 18. Михајлица Миланко (СРС РС)                 | |
| 19. Николић Слађана                            | |
| 20. Станић Миладин                             | |
| 21. Стевандић Ненад                            | самостални посланик (2015. године), Клуб СДСК (од 2015. године), члан Уједињене Српске (од 2015. године).[11]         |
| 22. Стеванчевић Илија (ПУП)                    | самостални посланик (од 2014. године)                                                                                 |
| 23. (Стојановић Томица) / Нешковић Желимир[12] | |
| 24. Шешић Давор                                | |
Коалиција ДНС - НС - СРС
| Презиме и име                 | Промјена статуса током мандата |
| ----------------------------- | --- |
| 1. Глигорић Славко            | |
| 2. Дакић Милан                | |
| 3. Ђорђић Горан (НС)          | самостални посланик (2015. године), члан Посланичке групе НС (2015—2017. године), самостални посланик (од 2017. године)                 |
| 4. (Павић Марко) / Ивић Душко | Клуб СДСК(а) (од 2015. године) |
| 5. Петрић Неда (СРС)          | члан СРС-а (2014-2016. године), члан ДНС-а (од 2016. године).[13][14]                                                                   |
| 6. Стевановић Споменка        | |
| 7. Чубриловић Недељко         | |
| 8. Шукало Адам (НС)           | самостални посланик (2015. године), члан Посланичке групе НС (2015—2017. године), затим члан Посланичке групе ПДП[15] (од 2017. године) |
Партија демократског прогреса
| Промјена статуса током мандата               | Презиме и име                             |
| -------------------------------------------- | ----------------------------------------- |
| 1. Бореновић Бранислав                       |                                           |
| 2. Брчкало Мирослав                          |                                           |
| 3. Бундало Перица                            |                                           |
| 4. (Вучуревић Славко) / Пологош Зоран        | самостални посланик (од 2017. године)[16] |
| 5. Галић Драган                              |                                           |
| 6. (Марковић Славиша) / Миленко Вићановић[3] |                                           |
| 7. Шврака Милан                              |                                           |
Социјалистичка партија
| Презиме и име                     |
| --------------------------------- |
| 1. Гојковић Зденка                |
| 2. (Ђокић Петар) / Дринић Добрила |
| 3. Протић Слободан                |
| 4. Ристић Драган                  |
| 5. Милаковић Недељко              |
Народни демократски покрет
| Презиме и име         | Промјена статуса током мандата |
| --------------------- | --- |
| 1. Андрић Зорка       | |
| 2. Јандрић Крсто      | |
| 3. Крсмановић Здравко | |
| 4. Митровић Војин     | самостални посланик (2014. године), Клуб СНСД (2015—2017. године), самостални посланик[15] (од 2017. године, али и даље члан СНСД-а[17]) |
| 5. Чавић Драган       | |
Коалиција Домовина
| Презиме и име                                                                  |
| ------------------------------------------------------------------------------ |
| 1. Братић Сенад, СДА                                                           |
| 2. Ловрић Ивана, ХСП БиХ (2014—2017) Хрватска странка права (БиХ) (2017)       |
| 3. (Османовић Адил, СДА) / Окић Михнет, СДА                                    |
| 4. (Рамић Един, СДА) / (Бајрактаревић Мурвет, СзБиХ) / Адмир Чавка, СББ БиХ[3] |
| 5. Чивић Недим, СДА (2014—2017) Независни блок (2017)                          |
- (а) - Слободни демократски српски клуб, формиран 1. јула 2015, састављен од три бивша посланика СДС-а, Ненада Стевандића, Славка Дуњића и Дарка Бањца, те члана ДНС-а Душка Ивића. Предсједник клуба је Дарко Бањац.[18]